# علم العوالق

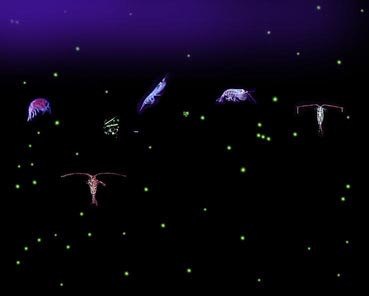
صورة مركبة تشمل العوالق النباتية والعوالق الحيوانية

علم العوالق (بالإنجليزية planktology) هو علم دراسة العوالق، والتي هي كائنات صغيرة منجرفة تشمل النباتات والحيوانات والكائنات الحية الدقيقة التي تعيش في المسطحات المائية. مواضيع علم العوالق تشمل الإنتاج الأولي، تدفق الطاقة ودورة الكربون.
العوالق تستخدم "المضخة البيولوجية، وهي العملية التي من خلالها ينقل المحيط البيئي الكربون من سطح المنطقة المستضائة إلى أعماق المحيطات. هذه العمليات الحيوية تؤدي إلى لتصريف ثاني أكسيد الكربون، وهذه واحدة من ضمن عدة إمكانيات لمكافحة ظاهرة الاحتباس الحراري. علم العوالق الحديث يشمل الجوانب السلوكية لهذه الكائنات الحية المنجرفة وإشراك أجهزة التصوير الحديثة في الموقع .
بعض مشاريع علم العوالق تتيح للجمهور المشاركة عبر الإنترنت، مثل  المرصد البيئي بعيد المدى.

## علماء علم العوالق البارزين
- كارل بانس ((Karl Banse))
- أوى كيلس ((Uwe Kils))
- سيد السيد Sayed ElSayed
- يوهانس كري Johannes Krey
- بول فالكوفسكي Paul Falkowski
- يورجن لنز Jürgen Lenz
- غوتهيلف هامبل Gotthillf Hampel
- فيفيان كاسي كوبر Vivienne Cassie Cooper
- فيكتور هنسن Vector Hensen

## وصلات خارجية
- جوتهيلف هامبل